# Funtime

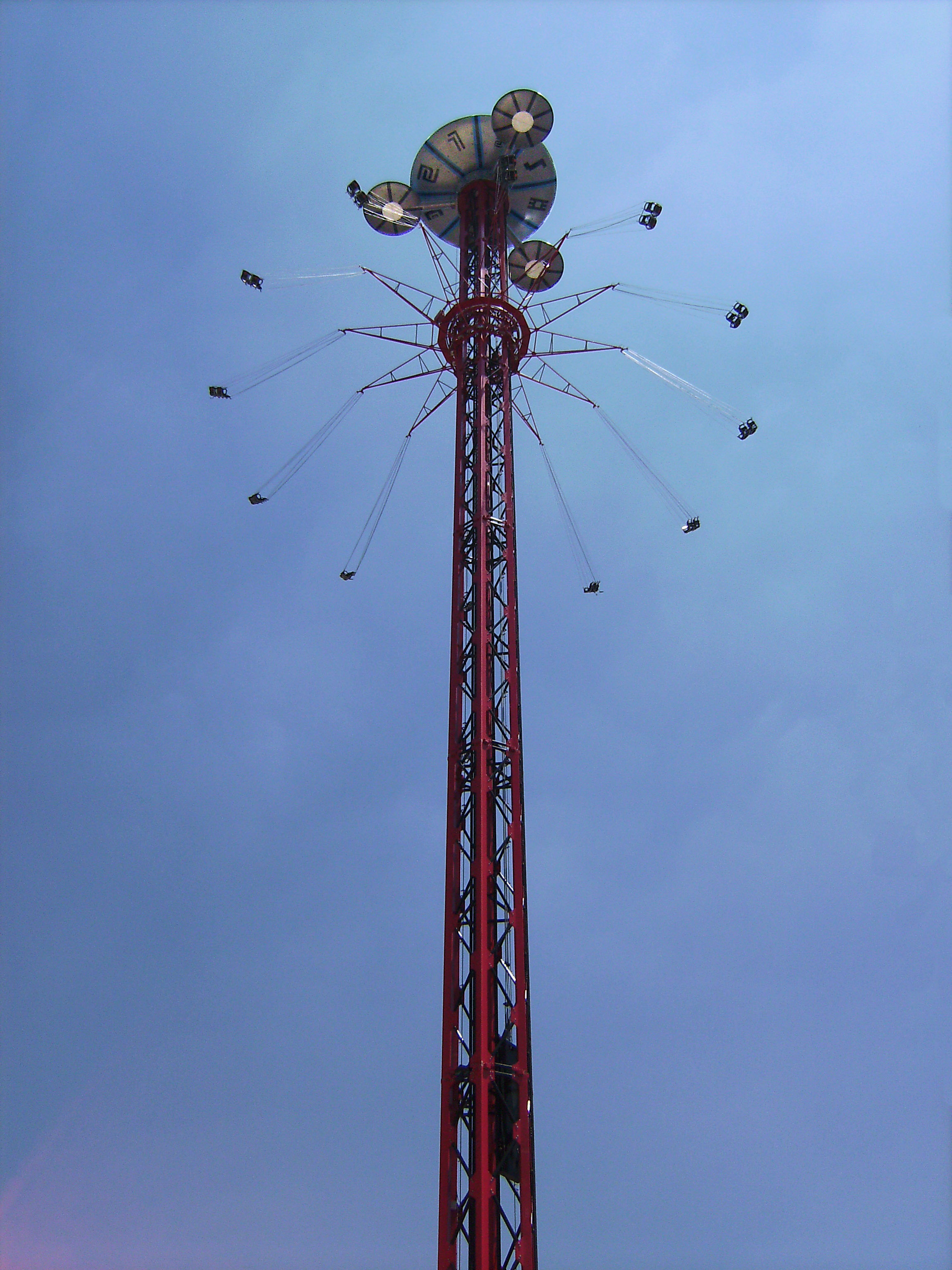
Een Starflyer

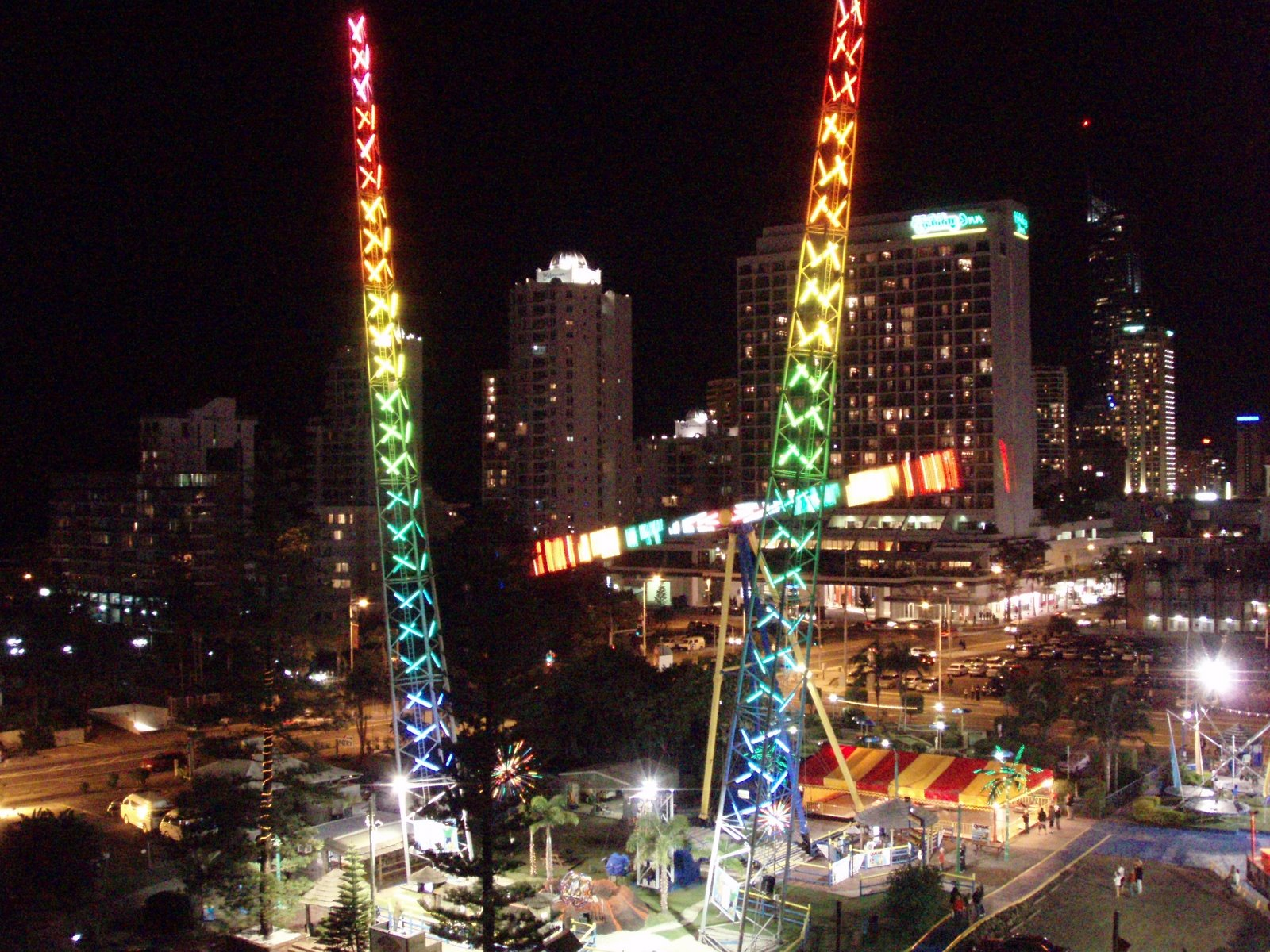
Adrenalin Park in 2007 (voorgrond: een Sling Shot)

Funtime is een bouwer en verdeler van pretparkattracties gebaseerd in Oostenrijk. 
Het bedrijf werd gesticht in 1998 en is tot op vandaag actief.
Het bedrijf bouwt stalen attracties van grote hoogte. De meeste attracties zijn van het type "thrill". De attracties kunnen ook op kermissen voorkomen.

## Geschiedenis
Funtime werd in 1998 opgericht in de voorstad van Bundall, aan de Gold Coast in Australië. Kort daarna opende het bedrijf een klein pretpark in Surfers Paradise, waar het zijn attracties tentoonstelde. In die tijd werd het pretpark bekend als Adrenalin Park (nu: Funtime Amusement Park). In het park stonden onder andere Funtime's attracties Sling Shot en Vomatron.
In 2010 dreigde Funtime juridische stappen te ondernemen tegen de Nederlandse attractiefabrikant Mondial Rides, omdat het bedrijf vond dat hun Windseeker te veel geleek op de door Funtime gepatenteerde Starflyer. Mondial reageerde op die dreiging door te stellen dat "er geen verdienste is aan Funtime's claim". De zaak is niet verder ontwikkeld.

## Attractietypes
Volgende attractietypes worden tot op heden geproduceerd door het bedrijf:
- De Starflyer, een hoge variant op de zweefmolen
- De SkyDiver, een vrije val aan staalkabels
- De Sling Shot, een omgekeerde bungee-attractie
- De Skyfall, een grote Vrijevaltoren
- De Vomatron, een soort Booster
- De Chaos Pendle, een variant op de Booster met meerdere armen die verder van het middelpunt bevestigd zijn
- The Bell, een variant op de Frisbee die eruitziet als een grote kerkklok
- De Tornado, een soort gigantische schommel
- De Rocket, een soort zweefmolen met slechts één grote gondel (in een enkel geval meerdere kleinere) in de vorm van een raket aan staalkabels. Deze gondel kan over de kop draaien in de lucht.

## Voorbeelden in België en Nederland
- Nachtwacht-Flyer, een Starflyer in Plopsaland De Panne, België
- Sky Diver, een SkyDiver in Walibi Belgium, Waver, België
- Skydiver, een SkyDiver in Walibi Holland, Nederland